# Orlovice (Pocinovice)
Orlovice jsou malá vesnice, část obce Pocinovice v okrese Domažlice v Plzeňském kraji. Nachází se asi tři kilometry západně od Pocinovic. Je zde evidováno 9 adres. V roce 2011 zde trvale žilo sedm obyvatel.
Orlovice leží v katastrálním území Orlovice u Pocinovic o rozloze 9,98 km².

## Historie
První písemná zmínka o vesnici pochází z roku 1722.

## Přírodní poměry
Jihozápadně od vesnice se nachází Orlovická hora, jejíž vrcholová část je chráněna jako přírodní památka.

## Obyvatelstvo
| Rok            | 1869 | 1880 | 1890 | 1900 | 1910 | 1921 | 1930 | 1950 | 1961 | 1970 | 1980 | 1991 | 2001 | 2011 | 2021 |
| -------------- | ---- | ---- | ---- | ---- | ---- | ---- | ---- | ---- | ---- | ---- | ---- | ---- | ---- | ---- | ---- |
| Počet obyvatel | 95   | 103  | 96   | 110  | 118  | 97   | 108  | 22   | 25   | 27   | 19   | 26   | 17   | 7    | 10   |
| Počet domů     | 11   | 16   | 18   | 19   | 20   | 20   | 21   | 17   | 17   | 9    | 6    | 7    | 7    | 7    | 6    |

## Galerie

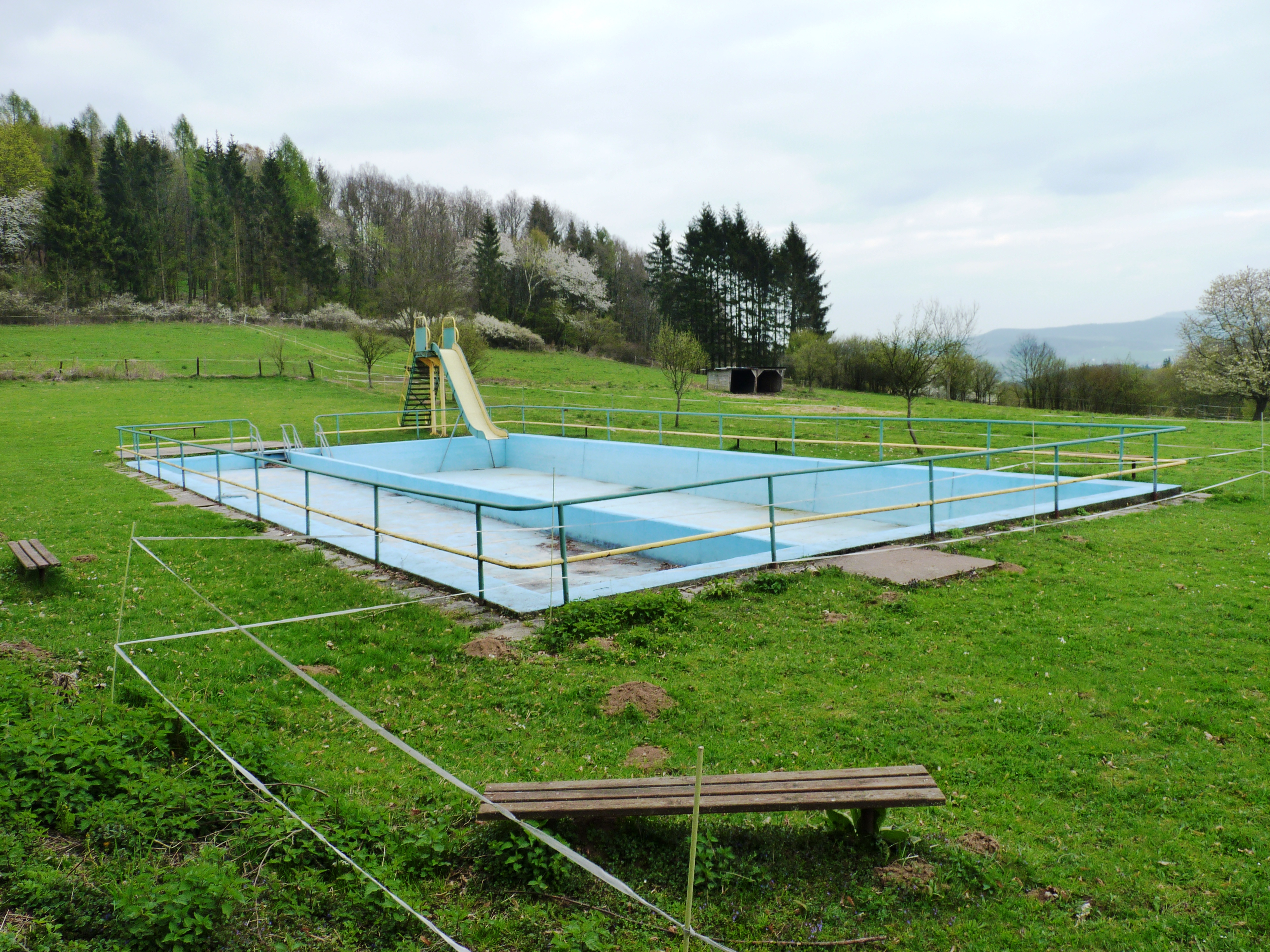
Bazén
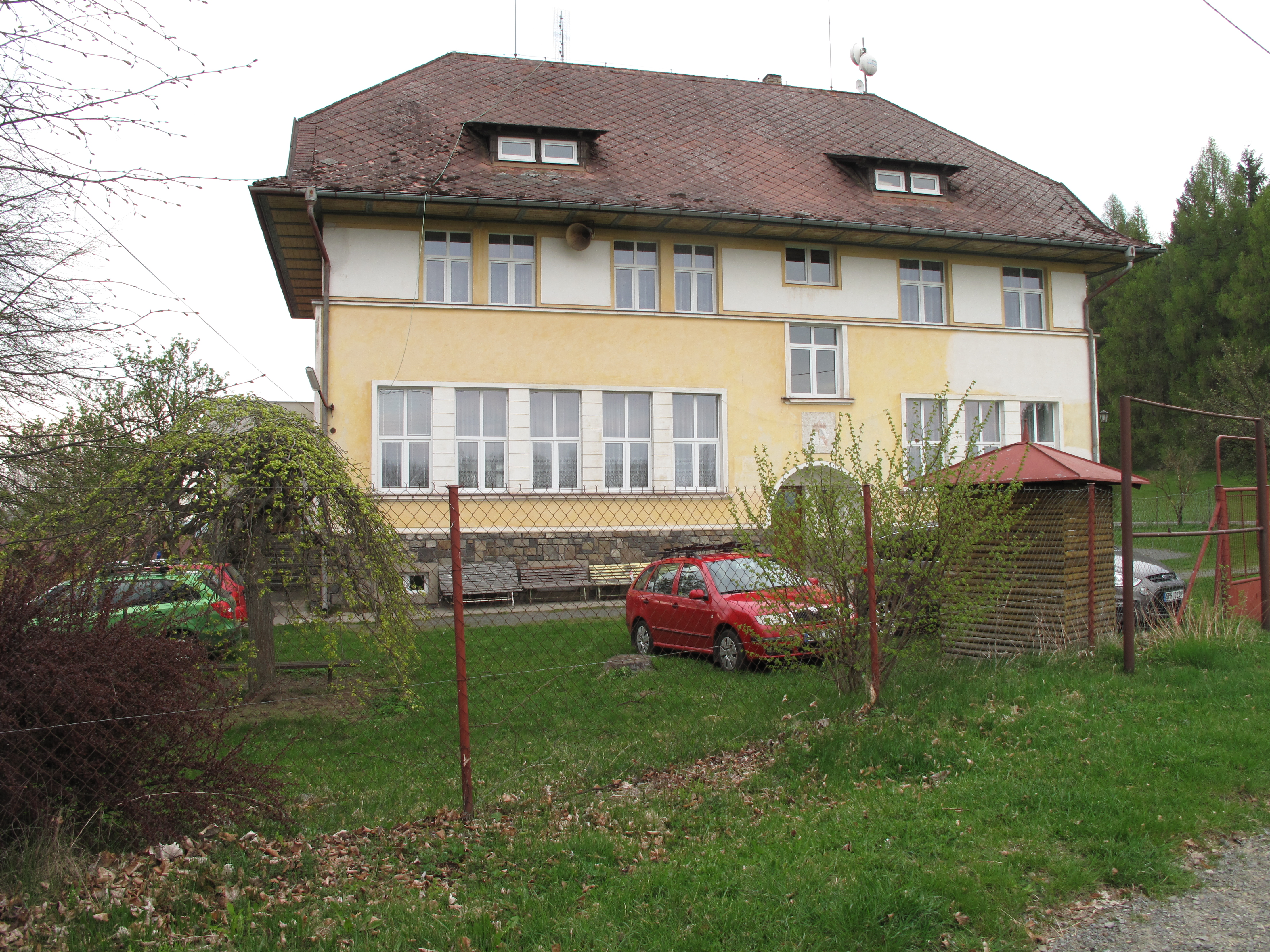
Místní vila
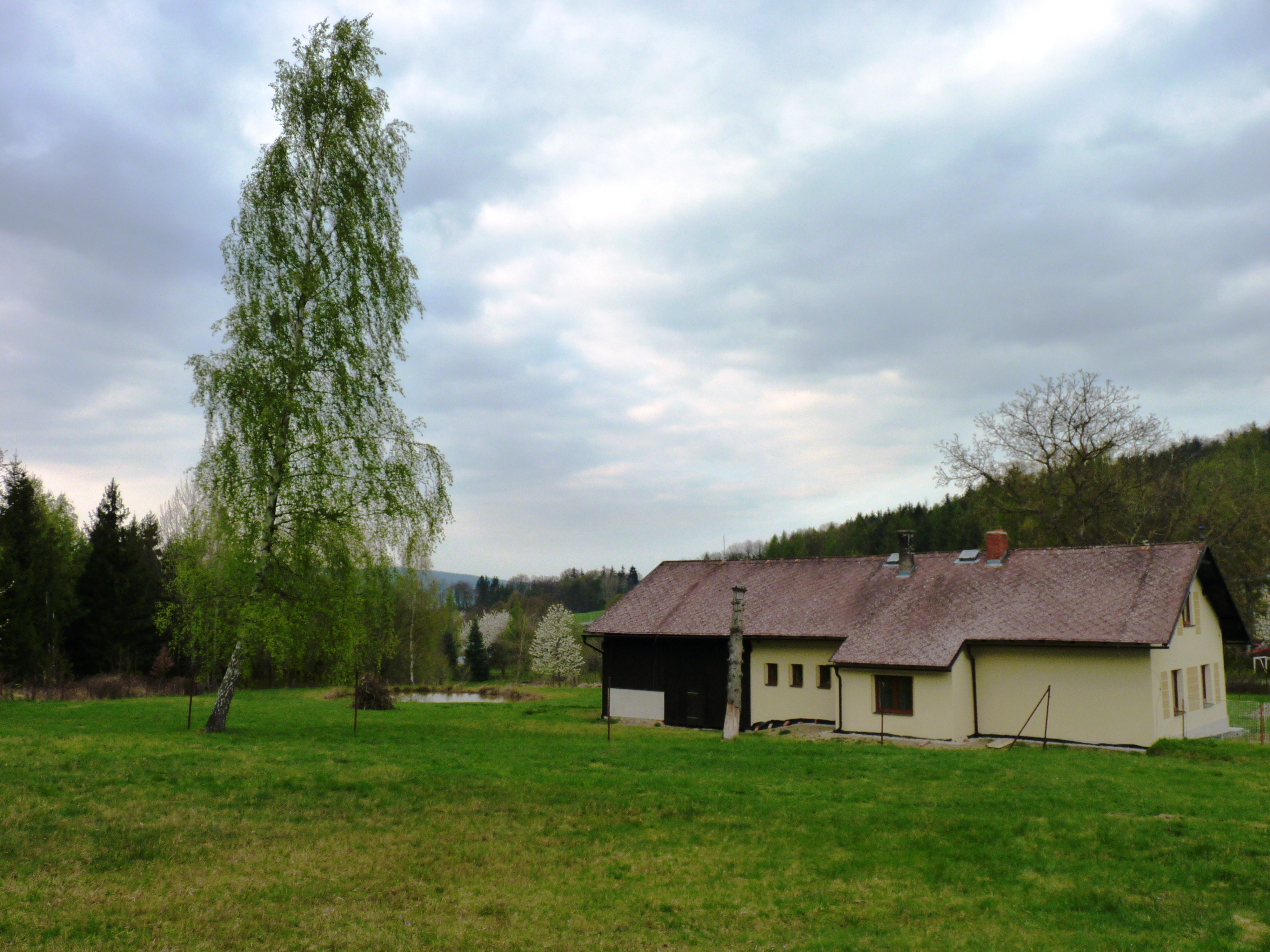
Místní dům